# Congazcicul de Sus
Congazcicul de Sus (in gagauzo Congazul-Mic, in russo Верхний Конгазчик) è un comune della Moldavia situato nella Gagauzia di 1.970 abitanti al censimento del 2004.

## Società

### Evoluzione demografica
In base ai dati del censimento, la popolazione è così divisa dal punto di vista etnico:
| Etnia       | Abitanti | %     |
| ----------- | -------- | ----- |
| Moldavi     | 363      | 18,43 |
| Ucraini     | 23       | 1,17  |
| Russi       | 35       | 1,77  |
| Gagauzi     | 1.445    | 73,35 |
| Bulgari     | 96       | 4,87  |
| Rumeni      | 0        | 0     |
| Altre etnie | 5        | 0,25  |

## Località
Il comune è formato dall'insieme delle seguenti località (popolazione 2004):
- Congazcicul de Sus (1.652 abitanti)
- Congazcicul de Jos (273 abitanti)
- Duduleşti (45 abitanti)